# William B. Davis (Zoologe)
William Bennoni „Doc“ Davis (* 14. März 1902 in Rexburg, Idaho; † 19. Juni 1995 in Bryan, Texas) war ein US-amerikanischer Zoologe. Seine Forschungsschwerpunkte waren die Mammalogie und die Herpetologie.

## Leben
Davis war der Sohn von Bennoni Washington und Mary Ann Matilda Davis, geborene Owens. Sein Vater und Großvater betrieben ein Sägewerk östlich von Rexburg, einer kleinen Agrar- und Holzindustriegemeinde am Snake River, etwa 50 Meilen südwestlich des Yellowstone-Nationalparks. Als Davis drei Jahre alt war, kam sein Vater bei einem Unfall im Sägewerk ums Leben. Seine Mutter war eine kompetente Köchin und so gelang es ihr die Familie durchzubringen, indem sie zwei Jahre lang für Minenarbeiter in Nord-Utah kochte. 1907 fand sie eine Anstellung als Köchin in einer neuen Pension und einem neuen Hotel in Rupert, Idaho, einer kleinen Gemeinde auf der Nordseite des Snake River. Davis absolvierte dort seine gesamte Grund- und Mittelschulbildung und schloss diese im Februar 1920 ab.
Zu diesem Zeitpunkt erlaubte die Rechtsprechung in Idaho den Highschool-Absolventen, sich nach Abschluss von zwei Sommerschulkursen an einer normalen Hochschule für ein Lehrdiplom zu qualifizieren. Davis hatte eine Arbeit in der Landwirtschaft, mit der er unzufrieden war. Daher folgte er dem Vorschlag seiner Verlobten und qualifizierte sich für ein Lehrdiplom der dritten Klasse. Im Herbst 1920 begann er seine Lehrtätigkeit in einer ländlichen Schule bei St. Anthony, Idaho. Während der folgenden 13 Jahre wechselte er sich ab, eine Bildung an der Sommerschule zu absolvieren und an Grundschulen in Idaho, Washington und Kalifornien zu unterrichten. Im April 1923 heiratete er Pearl Kathryn Tansey. Aus dieser Ehe gingen ein Sohn und eine Tochter hervor. 1984 starb seine erste Frau und 1985 heiratete Davis erneut.
1932 schrieb sich Davis am Chico State College in Kalifornien ein, wo er 1933 den Bachelor of Arts in Bildung erwarb. Bereits vor seinem Eintritt ins College hatte er ein berufliches Interesse an der Ornithologie entwickelt. Sein erster Artikel erschien 1923, und nach der Absolvierung des Chico State College hatte er 10 Fachaufsätze veröffentlicht, die sich alle bis auf einen mit Vogelbeobachtungen befassten, die er im Laufe seiner Lehrtätigkeit gemacht hatte. Seine Verbindung mit der University of California at Berkeley begann im Sommer 1933, als er gemeinsam mit Robert T. Orr als Feldassistent für Eugene Raymond Hall in Nevada tätig war. Nachdem Davis seine Forschung auf den Bereich der Säugetiere verlagerte, übernahm Joseph Grinnell die Leitung des Graduiertenausschusses. In den folgenden vier Sommern leitete er eine Langzeitstudie in Idaho, sammelte Säugetiere im gesamten Bundesstaat, während er sich selbst unterstützte, indem er als wissenschaftlicher Assistent an der Abteilung für Zoologie arbeitete. 1936 graduierte er zum Master of Science. Seine Dissertation The Recent Mammals of Idaho wurde 1939 veröffentlicht, zwei Jahre nachdem er zum Ph.D. promoviert wurde. Zu diesem Zeitpunkt hatte er weitere 26 Schriften veröffentlicht, die hauptsächlich auf der Arbeit während seines Doktoratsstudiums basierten. 1937 nahm er eine Professur an der Abteilung für Wildtierwissenschaft der Texas A&M University an. 1938 wurde er Kurator der Texas Cooperative Wildlife Collection (TCWC), eine Position, die er bis 1967 innehatte. Unter seiner Leitung wurde die TCWC zu einer der 15 größten Säugetiersammlungen in den Vereinigten Staaten und zur größten Sammlung in Texas. Davis war von 1947 bis 1965 Leiter der Abteilung für Wildtiere und Fischerei an der Texas A&M University. 
Während seiner akademischen Laufbahn betreute er die Masterarbeiten und Dissertationen von 31 Studenten, darunter Bryan P. Glass, Wendell G. Swank, James Ray Dixon, Dilford C. Carter und Paul W. Parmalee. Nach seinem Rücktritt aus der Verwaltung erhielt er den Governor’s Award für außerordentliche Verdienste in der Naturschutzerziehung. 1934 wurde Davis Mitglied der American Society of Mammalogists (ASM). Von 1937 bis 1940 war dort als Korrespondenzsekretär tätig. 1955 wurde er zum Präsidenten der ASM gewählt und 1956 sowie 1957 wiedergewählt. 1968 wurde er zum Ehrenmitglied gewählt. Davis blieb auch nach seiner Pensionierung 1967 in der Forschung tätig. Zwischen 1923 und 1994 veröffentlichte er 191 wissenschaftliche Beiträge. Fehlende Sehkraft zwang ihn schließlich dazu, seine wissenschaftlichen Aktivitäten einzuschränken.
Davis beschrieb unter anderen die Strecker-Taschenratte (Geomys streckeri), die Fledermausarten Lophostoma evotis, Sturnira luisi, Artibeus inopinatus und Uroderma magnirostrum, die Anolisarten Anolis microlepidotus, Anolis omiltemanus und Anolis subocularis, den Genetzten Wüstengecko (Coleonyx reticulatus) sowie die Froschart Eleutherodactylus dilatus.

## Dedikationsnamen
Nach Davis sind die Taxa Uroderma bilobatum davisi, Dasypus novemcinctus davisi, Eutamias obscurus davisi und Phyllodactylus davisi benannt.